# Nonvilliers-Grandhoux
Nonvilliers-Grandhoux é uma comuna francesa na região administrativa do Centro, no departamento Eure-et-Loir. Estende-se por uma área de 21 km². Em 2010 a comuna tinha 441 habitantes (densidade: 21 hab./km²).